# Drtevci
Drtevci (em cirílico: Дртевци) é uma vila da Sérvia localizada no município de Brus, pertencente ao distrito de Rasina. A sua população era de 46 habitantes segundo o censo de 2011.

## Demografia
| 1948 | 1953 | 1961 | 1971 | 1981 | 1991 | 2002 | 2011 |
| ---- | ---- | ---- | ---- | ---- | ---- | ---- | ---- |
| 115  | 139  | 137  | 138  | 156  | 17   | 38   | 46   |